# Arbutus, Maryland
Arbutus, Maryland (енгл. Arbutus) насељено је место без административног статуса у америчкој савезној држави Мериленд.

## Демографија
По попису из 2010. године број становника је 20.483, што је 367 (1,8%) становника више него 2000. године.
| Група             | 2000.          | 2010.          |
| Белци             | 16.978 (84,4%) | 15.685 (76,6%) |
| Афроамериканци    | 1.261 (6,3%)   | 1.973 (9,6%)   |
| Азијати           | 1.228 (6,1%)   | 1.768 (8,6%)   |
| Хиспаноамериканци | 308 (1,5%)     | 598 (2,9%)     |
| Укупно            | 20.116         | 20.483         |